# 爆発ホンネ修羅バトル
『爆発ホンネ修羅バトル』（ばくはつホンネしゅらバトル）は、1998年7月6日から同年12月14日までテレビ東京系列局で放送されていた討論バラエティ番組である。テレビ東京とスーパーテレビジョンの共同製作。放送時間は毎週月曜 19:00 - 19:50 （日本標準時）。
番組は各回の討論テーマに沿う世代の参加者100人を集め、ゲストと討論させていた。

## 出演者

### 司会
- 小倉智昭

### アシスタント
- 川原みなみ
- ローバー美々
- あ子